# District de Tōhaku
 (novembre 2013).
Si vous disposez d'ouvrages ou d'articles de référence ou si vous connaissez des sites web de qualité traitant du thème abordé ici, merci de compléter l'article en donnant les références utiles à sa vérifiabilité et en les liant à la section « Notes et références ».
Le district de Tōhaku (東伯郡, Tōhaku-gun) est un district situé dans la préfecture de Tottori au Japon.

## Géographie

### Démographie
En 2003, la population du district de Tōhaku était de 65 944 habitants répartis sur une superficie de 602,02 km2 (densité de population de 110 hab./km2). 

### Divisions administratives
Le district de Tōhaku est constitué de quatre bourgs :
- Hokuei ;
- Kotoura ;
- Misasa ;
- Yurihama.

### Fusions
Le 1er septembre 2004, les bourgs de Tōhaku et Akasaki ont été fusionnés pour former le nouveau bourg de Kotoura.
Le 1er octobre 2004, les bourgs de Hawai et Tōgō et le village de Tomari ont été fusionnés pour former le nouveau bourg de Yurihama.
Le 1er octobre 2005, les bourgs de Daiei et Hōjō ont été fusionnés pour former le nouveau bourg de Hokuei.